# Fessia raewskiana
Fessia raewskiana är en sparrisväxtart som först beskrevs av Eduard August von Regel, och fick sitt nu gällande namn av Franz Speta. Fessia raewskiana ingår i släktet Fessia och familjen sparrisväxter. Inga underarter finns listade i Catalogue of Life.